# Rodolfo Amezcua
Rodolfo Amezcua (Morelia, Michoacán; 1937 - Tepic, Nayarit; 2002) fue un director teatral, actor, pintor y escritor mexicano. 

## Biografía
Fue el menor de cuatro hijos quedando huérfano de madre al nacer. De niño es integrante de los Niños Cantores de Morelia y en su adolescencia viaja de polizón en trenes a Los Ángeles, California, donde se emplea como vendedor y asiste a los ensayos del Instituto Teatral Latinoamericano, que en 1955 lo acepta como actor. También acude al famoso Actor's Studio e incursiona como pintor en el Zaiti Studio. En 1963 se instala en la Ciudad de México donde realiza estudios libres de Filosofía y Letras por la Universidad Nacional Autónoma de México, ingresa en el Centro Mexicano de Teatro y a la ANDA. Cofunda el grupo Escena Mexicana y en 1964 se desempeña como asistente de dirección de Alejandro Jodorowsky. En 1966 organiza un grupo de teatro y Poesía Coral en Apatzingán y Uruapan, donde contrae matrimonio con la actriz Luz María Luna González, madre de sus hijos Jarco, Gaulo y Cardiela Amézcua Luna. Como actor y autor participa en incontables puestas en escena, así mismo imparte cursos y talleres especializados en arte dramático. Participa en cine con diversos directores, entre otros No todo lo que relumbra es Jodorowsky y en Pánico en el paraíso y Secuestro, dirigidas por Sergio Goyri. Tras una estancia en Poza Rica, Veracruz donde dirige la compañía de teatro del sindicato de Pemex, se traslada a Tepic, donde funge como conductor del programa dominical Cultura 70 en la Concha Acústica del Paseo de La Loma. En 1971 funda y dirige el grupo de Teatro Experimental y la Compañía de Teatro Infantil de Tepic, al tiempo que es el primer jefe del Departamento de Difusión Cultural de la Universidad Autónoma de Nayarit, donde también es profesor de Estética, Lógica, Ética, Filosofía, Literatura Hispanoamericana y Universal y coordinador de talleres de Lectura y Redacción. Vive en la Ciudad de México y posteriormente se traslada a Xalapa, Veracruz donde funda y dirige la Compañía de Teatro del FESAPAUV de la Universidad Veracruzana y por 10 años continuos es el productor y locutor del programa cultural de radio Hoy en la mañana en la Radio UV.   

## Legado
En 1988, con el apoyo del gobernador Celso Humberto Delgado, forma la Compañía de Teatro del estado con la actriz Rosalba Esparza, madre de sus hijas Vizania Amezcua y Gaelia. Fue autor de diez obras de teatro recopiladas en los libros El pez grande (1987) y Réquiem por una mariposa (1998). Es autor de Cuentos en Re (1998), Verano de piel agria (1999), Silencio presentido (2001) y Bran (2003), su obra póstuma. Continuaba al frente de la Compañía Estatal de Teatro de Nayarit cuando un infarto acabó con su existencia. El Foro Fray Junípero Serra cambió su nombre a "Rodolfo Amézcua" como homenaje que rinde el pueblo nayarita al artista michoacano que dio un lugar nacional al teatro de Nayarit.  

## Obra publicada
- El pez grande (1987)
- Réquiem por una mariposa (1998)
- Cuentos en Re (1998)
- Verano de piel agria (1999)
- Silencio presentido (2001)
- Bran (2003)